# 陈家湾街道
陈家湾街道，是中华人民共和国湖北省黃石市西塞山区下辖的一个乡镇级行政单位。

## 行政区划
陈家湾街道下辖以下地区：
东风路社区、大智路社区、磁湖社区、十五冶社区、太子湾社区、陈家湾社区、月亮山社区和联合村社区。